# Informe de Riqueza Mundial 2021
El banco Credit Suisse Group editó en junio de 2021 la decimosegunda edición de su Informe de la Riqueza Global.
El informe resume en 60 páginas el estado de la riqueza en el mundo, la distribución por segmentos de población, por continentes, y haciendo especial mención a los patrimonios Ultra Altos,  aquellos superiores a 30 millones de dólares. 

## Introducción
En este informe que contempla adultos mayores de 18 años,  subdivide por segmentos de población según su patrimonio. 
El informe concluye que la riqueza global neta está en torno a los 418,342 billones de dólares ( en inglés tn, de trillion=1 billón). 
Asimismo podemos obtener que la riqueza media global, está en torno a 79.952,00 dólares, comparativamente superior a los 31.378 dólares del año 2000. 
Esta cifra, enteramente estadística, no permite analizar  la distribución real de la riqueza en términos de la población. 
Se indica que el 1,1% de la población, acumula el 45,8% de la riqueza. Esto es prácticamente la mitad de capitales  y patrimonios inmobiliarios del mundo. 
La desigualdad de la riqueza,  es decir,  la desigualdad social, se muestra en este informe en cifras tangibles,  mientras que la Organización de las Naciones Unidas,  trata de elaborar un plan que luche contra dicha desigualdad. 

## Distribución
la distribución de la riqueza según el informe es la siguiente
| Segmentos de Población según patrimonio | %Riqueza | Riqueza (Billones de Dólares) | %Población | Población Adulta (Millones de personas) | Riqueza Media Dólares |
| --------------------------------------- | -------- | ----------------------------- | ---------- | --------------------------------------- | --------------------- |
| Segmento 1                              | 45,825   | 191,6                         | 1,1        | 56                                      | >1.000.000            |
| Segmento 2                              | 39,125   | 163,9                         | 11,1       | 583                                     | 100.000<USD<1.000.000 |
| Segmento 3                              | 13,725   | 57,3                          | 32,8       | 1715                                    | 10.000<USD<100.000    |
| Segmento 4                              | 1,325    | 5,5                           | 55         | 2879                                    | USD<10.000            |
| Total                                   | 100%     | 418,342                       | 100%       | 5.232 (*)                               | 79.952,00             |

(*) Nota:  La suma de las poblaciones de los 4 segmentos es de 5.233 Millones de personas. En el informe se hace referencia a 5,2b para referirse a la población total adulta en el mundo, por lo que se redondea  a la cifra 5.200.  La fracción (Riqueza)/(Riqueza media),  resulta 5.232 Millones de personas, exactamente 5.232.414.448,67. La fracción (Riqueza)/5.233M resultaría en la cifra 79.943. 

Sumando las contribuciones de los segmentos 1 y 2,  obtenemos que el 12,2% de la población acumula el 85% de la riqueza global. Esto son,  todas las personas que disponen de viviendas o capital por encima de 100.000 dólares.  El patrimonio restante es un 15% a repartir entre el 87,8% de la población mundial.    
El segmento 1, se puede dividir en los siguientes sub apartados,  en función del capital 
| Riqueza                        | Número de personas |
| ------------------------------ | ------------------ |
| De 1 a 5 millones de dólares   | 49.083.510,00      |
| De 5 a 10 millones de dólares  | 4.524.560,00       |
| De 10 a 50 millones de dólares | 2.260.720,00       |
| Más de 50 millones de dólares  | 215.030,00         |
| Total                          | 56.083.820,00      |

## Desigualdad
La desigualdad es un parámetro que se mide en este informe presentado por el grupo suizo. 
|                | Participación del 1% superior en la riqueza del país | Coeficiente Gini |
| -------------- | ---------------------------------------------------- | ---------------- |
| Brasil         | 49,600                                               | 89,0             |
| China          | 30,600                                               | 70,4             |
| Francia        | 22,100                                               | 70,0             |
| Alemania       | 29,100                                               | 77,9             |
| India          | 40,500                                               | 82,3             |
| Italia         | 22,200                                               | 66,5             |
| Japón          | 18,200                                               | 64,4             |
| Rusia          | 58,200                                               | 87,8             |
| Reino Unido    | 23,100                                               | 71,7             |
| Estados Unidos | 35.3                                                 | 85               |

El coeficiente  Gini, muestra en los valores más cercanos a 100, una desigualdad total,  en la que teóricamente una persona acumularía todo el dinero. En los valores más cercanos a 0,  mostraría una desigualdad nula,  en la que todos los habitantes disponen de la misma cantidad de dinero. 
En la tabla,  el 1% corresponde con la clase social de personas millonarias,  que disponen de patrimonios superiores al millón de euros. 
Se aprecia como Alemania,  Reino Unido, Italia y Japón,  tienen contribuciones del 1% superior en torno al 20% incluso inferior como en el caso de Japón. Esto significa que en dichos países, la riqueza está más homogéneamente distribuida, en comparación con los países cuya clase millonaria acumula el 58,2% del capital nacional, como el caso de Rusia. 

## Riqueza por regiones
Para este informe se ha dividido el planeta en regiones,  que muestran entre otros grupos, dos de los países más poblados, como India y China. 
| Región        | Billones de dólares | Riqueza media por adulto (Dólares) |
| ------------- | ------------------- | ---------------------------------- |
| África        | 4,946               | 7.371,00                           |
| Asia Pacífico | 75,277              | 60.790,00                          |
| China         | 74,884              | 67.771,00                          |
| Europa        | 103,213             | 174.836,00                         |
| India         | 12,833              | 14.252,00                          |
| Latinoamérica | 10,872              | 24.301,00                          |
| Norteamérica  | 136,316             | 486.930,00                         |
| Mundo         | 418,342             | 79.952,00                          |

La riqueza media por adulto en cada región,  es una cifra estadística. Dentro de cada región, la distribución de la riqueza sigue igualmente un perfil piramidal. Así, hay adultos con  
En la siguiente tabla se muestran los países con mayor riqueza del mundo. 
| País           | Riqueza media por adulto |
| -------------- | ------------------------ |
| Suiza          | 673.960                  |
| Estados Unidos | 505.420                  |
| Hong Kong SAR  | 503.340                  |
| Australia      | 483.760                  |
| Holanda        | 377.090                  |
| Dinamarca      | 376.070                  |
| Bélgica        | 351.330                  |
| Nueva Zelanda  | 348.200                  |
| Suecia         | 336.170                  |
| Singapur       | 332.990                  |
| Canadá         | 332.320                  |
| Francia        | 299.360                  |
| Reino Unido    | 290.750                  |
| Austria        | 290.350                  |
| Noruega        | 275.880                  |
| Alemania       | 268.680                  |
| Irlanda        | 266.150                  |
| Japón          | 256.600                  |
| Italia         | 239.240                  |
| Taiwán         | 238.860                  |

## Previsiones para el intervalo 2020-2025
La riqueza global aumentará 165 billones de dólares,  situándose en 583 billones en 2025. Cada adulto contará con un 31% más de riqueza al final del intervalo. Las personas con patrimonios por encima del millón de dólares,  serán 84 millones,  en comparación con los 56 millones de la muestra. Los patrimonios Ultra altos,  crecerán de 215.000 a  344.000 personas.

## Programas de lucha contra la desigualdad
Existen varios programas internacionales para la lucha contra la desigualdad. 

El continente con menor riqueza de la muestra,  África,  ha elaborado un proyecto-programa que han denominado Agenda 2063.  En dicho plan, la Unión Africana expone un desarrollo de base en todo el continente que resultará en un aumento de la riqueza en los países que engloba. Infraestructuras de transporte,  comercio, educación, vivienda,  cultura,  espacio, son algunos de los proyectos que se plantean dentro del programa. 

Otros proyectos para la lucha contra la desigualdad son los planteados en el punto 10 de los Objetivos de Desarrollo Sostenible que forman parte de la Agenda 2030 de las Naciones Unidas para el desarrollo de los países con menos recursos y en general para una distribución más homogénea de la riqueza a nivel mundial. 